# バグラト・ニニアシヴィリ
バグラト・ニニアシヴィリ（グルジア語: ბაგრატ ნინიაშვილი、1998年10月1日 – ）は、ジョージアの柔道選手。階級は66キロ級。2019年の欧州競技大会で銅メダルを獲得した。

## 経歴
1998年に誕生。7歳から柔道とサンボを始めた。ニニアシヴィリはトビリシのスポーツクラブ「ディナモ」でトレーニングを受けた。
2019年6月にミンスクで開催された欧州競技大会（兼欧州選手権）で銅メダルを獲得。